# Tolocha
El cerro Tolocha es un monte del Bajo Aragón, su pico más elevado es el Morrón con una altitud de 790 metros sobre el nivel medio del mar.

## Situación
Está situado al nordeste de la provincia de Teruel, dentro del término municipal de Foz-Calanda, en la comunidad autónoma de Aragón, España.

## Acceso
El acceso más sencillo al Morrón de la Tolocha se realiza desde el municipio de Foz-Calanda. Una vez allí se toma el «camino de Tolocha» situado a la salida del pueblo en dirección al embalse de Calanda. A la derecha de dicho camino nace un sendero escasamente indicado que conduce, en menos de una hora, hasta el pico del Morrón de la Tolocha donde se encuentra un vértice geodésico. 

## Entorno
Desde la cima se tienen vistas del Bajo Aragón y muchos de sus municipios: Foz-Calanda, Calanda, Alcañiz, Castelserás, Torrecilla de Alcañiz, Mas de las Matas y Aguaviva. El río Guadalope cruza la comarca cerca de Tolocha, el cual se embalsa en el pantano de Calanda. También se encuentra cerca la sierra de la Ginebrosa, los aledaños del Maestrazgo turolense y Els Ports de Beceite.

## Curiosidades
En 1997, las cenizas del cineasta Luis Buñuel fueron esparcidas en el monte Tolocha, situado en el término municipal de  Foz Calanda.